# Seafight
Seafight ist ein Online-Browserspiel der Firma Bigpoint, das seit dem 18. März 2006 betrieben wird. Das Spiel hat aktuell knapp 49 Millionen registrierte Accounts (Stand: November 2022) und ca. 5.000 aktive Spieler. Das Spiel kann in 30 verschiedenen Sprachen gespielt werden.

## Aufbau des Spiels
In Seafight spielt man als virtueller Pirat auf einer Seekarte und muss dort Monster oder Computerschiffe (NPCs) sowie Mitspieler versenken und kann so durch das Sammeln von Erfahrungspunkten und Lösen von Aufgaben, sogenannter Quests, immer höhere Level mittels einer Piratenprüfung erreichen, auf denen es neue Schiffsstufen, neue Aufgaben und neue Monster und NPCs gibt. Insgesamt ist das Spiel in 50 Level aufgeteilt, die sich in die Themengebiete „Eis“, „Kontinental“, „Tropisch“, „Commonwealth“ und „Lava“ aufteilen.
Als Pirat organisiert man sich in Gilden, die dann gemeinsam Aufgaben lösen oder eine Insel erobern können. Ebenso stehen verschiedene Bonus-Karten zur Verfügung, in denen man einige Spiele-Boni erhält.

## Spielziel
Das Ziel des Spiels ist es, der mächtigste Pirat zu werden und sein Schiff vollständig auszubauen.

## Spielkosten
Diverse Spielgegenstände wie Schiffe, Waffen, Ausrüstung oder Munition können gegen eine Spielwährung, die Perlen, im Spiel erworben werden. Diese Perlen müssen vom Spieler für Euro gekauft werden oder können für bestimmte Aufgaben auch im Spiel als Belohnung gesammelt werden. Die meisten Spielgegenstände kann man sich im Laufe der Zeit durch das Sammeln von Gold erspielen und in einem virtuellen Marktplatz ersteigern, einige hochpreisige Items (Schiffsdesigns, Munitionsarten) sind nur durch direkten Geldeinsatz im Paymentbereich zu erwerben. Für mehr Spielekomfort, wie eine schnellere Reparatur des Schiffes bei Schäden oder Ähnliches, bietet Seafight einen Premium-Zugang für sechs oder zwölf Monate an. Diverse Spar- und Startpakete stellt Seafight gegen Gebühr neuen Spielern zur Verfügung.
Für Seafight wurden bislang vier Add-ons auf CD veröffentlicht, die jeweils neben exklusiven Schiffdesigns auch kostenlose Ausstattungselemente und Premiumzugang für einen gewissen Zeitraum enthalten. Das erste Add-on erschien bereits 2006, das zweite im November 2007, das dritte im Dezember 2008 und das letzte im Oktober 2010.

## Technik
Der Seafight-Client basiert auf Unity und kann mit allen gängigen Browsern gespielt werden, daneben hat der Spieler die Möglichkeit Seafight als Anwendung herunterzuladen.

## Auszeichnungen
- 2006 – 2. Platz beim Deutschen Entwicklerpreis in der Kategorie Bestes Deutsches Browsergame 2006
- 2011 – Nominierung beim „Browsergame of the year – Award“ in der Kategorie Bester Klassiker
- 2012 – Gewinner der Zuschauerpreises beim „MMO of the year – Award“ in der Kategorie Best Action Browser MMO[6]

## Kritik
Die Kritik am Spiel ist in den letzten Jahren stark angewachsen. Betrachtet man das Spieleforum, so sieht sich der Betreiber massiver Kritik bzgl. Kostenfaktor und des Einsatzes unerlaubter Skripte ausgesetzt. Mittlerweile setzt sich der Betreiber gegen unerlaubte Skripte und Exploits zur Wehr. Jedoch gehen die Nutzerzahlen sowohl durch gesperrte Spieler als auch durch Spieler, die durch die Skripte die Lust am Spiel verloren haben, zurück.
Ein weiterer Faktor für zurückgehende Spielerzahlen sind wie erwähnt die hohen Kosten. Um in der ersten Liga mitspielen zu können, muss der Wert eines Kleinwagens investiert werden.